# 蔡聲白

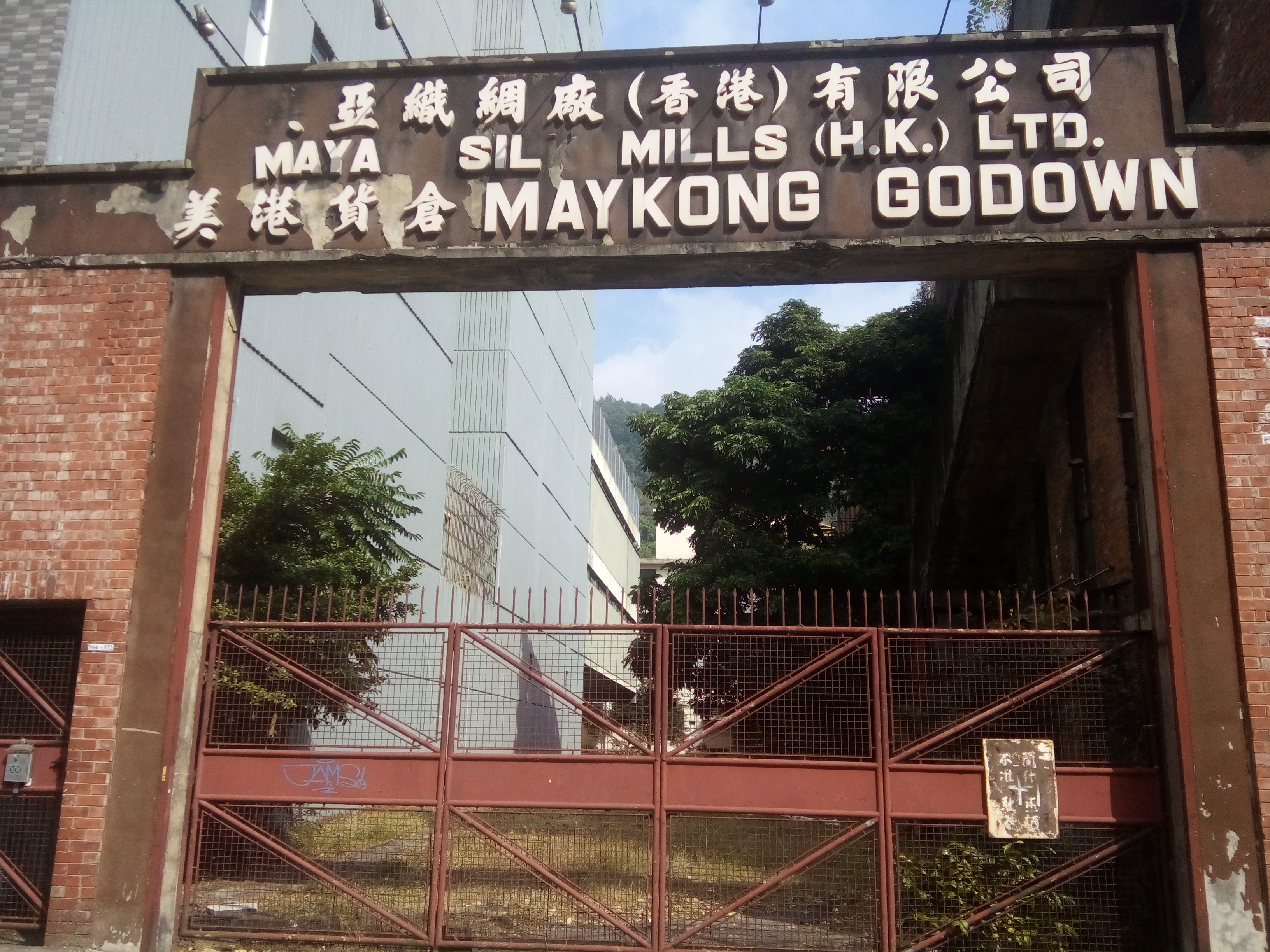
美亞織綢廠荃灣美港貨倉

蔡聲白（英語：Tsai Shengbai，1894年9月27日—1977年4月15日），名雄，字声白，以字行，出生於浙江吳興縣雙林鎮（現湖州市南潯區雙林鎮），是中國近代史上的著名商人。

## 經歷
蔡聲白6歲讀私塾。1907年，蔡雄入讀湖州府中堂，在1909年改名為浙江省立第三中學。著名學生包括沈雁冰（即是茅盾）。蔡聲白在1911年考入北京清華學堂赴美學習。辛亥革命後，在1914年8月8日，由校長周怡春親領赴美。蔡聲白入讀安多弗中學（Phillips Academy Andover）。1915年7月，考入理海大學（Lehigh University），學習礦冶工程。1916年，至美国麻省理工学院深造。1919年畢業回國。1920年5月，蔡聲白在上海結婚。岳父莫觴清是上海「絲業大王」，久成集團有10間工廠，工人7千多。蔡聲白婚後任美亞織綢廠經理，其織品曾經成為當年上海綢緞市場的時尚。
1942年，美亞在上海證券交易所上市，成為當紅股票之一。1950年8月23日，《人民日報》專題介紹美亞織綢廠的經驗。蔡雄成為統戰對象。1954年，中共推行公私合營，美亞廠名被改掉。1977年4月15日，蔡聲白心臟病在九龍寓所離世。

## 家世
- 曾祖父蔡文龍，是儒家學者，在山東曾任典吏。50歲退休之後成為雙林士紳，熱心地方慈善事業。
- 祖父蔡蓉升，在雙林創辦蓉湖書院、崇善堂等。
- 父親蔡松，光緒十五年中恩科舉人，跟蔡元培、張元濟等同科。創辦商會等，兼管理慈善事業，在地方享有名望。
- 外孫女楊敏德

## 延伸阅读
- 馮筱才：《蔡聲白先生傳略》，載《蔡聲白》，香港：溢達楊元龍教育基金會編印，2007年12月，ISBN 9789881739117
- 蔡蓉升原纂：《双林鎮志》，商务印书馆，1917年。
- 徐新吾主編：《近代江南絲織工業史》，上海人民出版社，1991年。